# Cartas para Julieta
Letters to Juliet (título no Brasil e em Portugal Cartas para Julieta) é um filme norte-americano de romance lançado em 2010, sendo este o último dirigido por Gary Winick. Estrelado por Amanda Seyfried, Chris Egan, Vanessa Redgrave, Gael García Bernal e Franco Nero.

## Sinopse
Sophie e Victor viajam à Verona palco da história Romeu e Julieta para uma pré lua-de-mel. Só que Victor está mais interessado em fazer contatos para seu futuro restaurante em Nova York, enquanto Sophie se distrai com um grupo de voluntárias  que responde cartas endereçadas a Julieta, procurando conselhos amorosos. Enquanto ajuda as voluntárias, ela encontra uma carta escrita em 1957 de uma senhora chamada Claire. Sophie responde à carta. Claire acompanhada de seu neto Charlie vão à Itália e tentam encontrar Lorenzo, o verdadeiro amor de Claire.

## Elenco
- Amanda Seyfried como Sophie Hall
- Chris Egan como Charlie Wyman
- Vanessa Redgrave como Claire Smith-Wyman
- Franco Nero como Lorenzo Bertolini
- Gael García Bernal como Victor
- Daniel Baldock como Lorenzo Jr.
- Lidia Biondi como Donatella, secretária de Julieta
- Milena Vukotic como Maria, secretária de Julieta
- Luisa Ranieri como Isabella, secretária
- Julieta
- Marina Massironi como Francesca, secretária de Julieta
- Ashley Lilley como Patricia, prima de Charlie (no casamento)

## Recepção
Letters to Juliet teve recepção mista por parte da crítica especializada. Com a classificação de 40% em base de 151 críticas, o Rotten Tomatoes publicou um consenso: "Letters to Juliet tem um charme romântico e refrescantemente sério, mas ele sofre de diálogos flácidos e uma total falta de surpresas". Enquanto pela avaliação do público tem 61% de aprovação no Rotten Tomatoes. Por comparação no Metacritic tem uma pontuação de 50/100 com base de 34 avaliações.

## Trilha Sonora
- "You Got Me" - Colbie Caillat
- "Chianti Country" - Reg Tilsley
- "Verona" - Andy Georges
- "Un Giorno Così" - 883
- "Per Avere Te" - Franco Morselli
- "Quando, Quando, Quando" - Laura Jane (como Lisa Jane) and Chris Mann
- "Variations On A Theme By Mozart (Magic Flute) Op. 9″
- Courtesy of Crucial Music Corporation
- "Sospesa" - Malika Ayane and Pacifico
- "Per Dimenticare" - Zero Assoluto
- "Sono Bugiarda" - Caterina Caselli
- "Guarda Che Luna" - Fred Buscaglione
- "Love Story" - Taylor Swift
- "What If" - Colbie Caillat[4]